# 빅 픽처 (영화)
빅 픽처(L'Homme qui voulait vivre sa vie, 영어: The Big Picture)는 2010년 공개된 프랑스의 스릴러 영화로, 더글러스 케네디의 동명의 소설을 원작으로 한다.

## 줄거리
성공한 파트너 변호사 폴 엑스벤은 파리에서 부유하고 화려한 삶을 누리고 있었다. 아름다운 아내, 사랑스러운 두 아들까지 모든 것을 갖춘 듯 보였다. 그러나 아내 사라가 사진작가 그렉 크레머와 불륜 관계임을 알게 되면서 그의 완벽했던 삶은 균열이 간다. 격렬한 분노에 휩싸인 폴은 우발적으로 그렉을 살해하고, 걷잡을 수 없이 망가진 자신의 현실을 깨닫는다.
하지만 절망에 빠지는 대신, 폴은 죽은 그렉의 신분을 사칭하여 인생의 전환점을 맞이하기로 결심한다. 그는 인적 드문 옛 유고슬라비아의 아드리아 해안으로 도피하여 은둔 생활을 시작한다. 그곳에서 폴은 진정한 자신을 되찾고 삶의 의미를 다시금 발견하며 새로운 인생을 살아갈 기회를 얻게 된다.

## 출연

### 주연
- 로망 뒤리스
- 마리나 포이스
- 까뜨린느 드뇌브

### 조연
- 닐스 아르스트럽
- 블랑카 까틱
- 레이첼 베르제
- 에릭 루프

## 기타
- Line PD: 안드젤리야 블라이사블예빅
- 배역: 피에르-자크 베니초우